# Hawaii Five-0 (televíziós sorozat, 2010)
A Hawaii Five-0 egy 2010-ben indult amerikai televíziós sorozat. A CBS televíziós csatorna 2010. szeptember 20-án kezdte sugározni. A sorozat az 1968-1980 között Hawaii Five-O címen futó sorozat feldolgozott és modernebbé tett változata. A sorozat a hawaii rendőrség különleges egységéről szól.
Az új sorozat ugyanúgy a CBS csatornán debütált, mint a 42 évvel ezelőtti verzió, és ugyanúgy szeptember 20-án kezdődött. 2010 októberében a CBS bejelentette egy 22 részes évadra szóló megrendelését.

## Főszereplők
| Szereplő                      | Színész          | Magyar hang                | Leírás | Évad                                                                     |
| ----------------------------- | ---------------- | -------------------------- | --- | ------------------------------------------------------------------------ |
| Steven "Steve" McGarrett      | Alex O’Loughlin  | Dolmány Attila             | korvettkapitány, haditengerész. Kitűnő szakember. Rendőr édesapja halálának (meggyilkolásának) ügyében kezd el nyomozni, amelyben természetesen a Five-0 segíti. Van egy húga, Mary, aki több epizódban is szerepet kap. | 1–10                                                                     |
| Daniel "Danny Danno" Williams | Scott Caan       | Király Attila              | a Hawaii rendőrség nyomozója. Kislánya Grace, és exfelesége, Rachel is több epizódban szerepel. | 1–10                                                                     |
| Chin Ho Kelly                 | Daniel Dae Kim   | Epres Attila               | nyomozó, fiatalon McGarrett apjának egységében szolgált. Alaptalanul korrupcióval vádolják, ezért elveszti rendőri állását a Hawaii rendőrségen. Emiatt összeomlik. Nős, feleségét Malia-nak hívják.                     | 1–7                                                                      |
| Kono Kalakaua                 | Grace Park       | Ruttkay Laura              | frissen végzett nyomozó, Chin unokatestvére. | 1–7                                                                      |
| Max Bergman                   | Masi Oka         | Turi Bálint                | halottkém. | 2–7 (1. évadban mellékszereplő, 10. évadban epizódszereplő)              |
| Lori Weston                   | Lauren German    | Zakariás Éva               | a kormányzó által kijelölt új Five-O tag. | 2                                                                        |
| Catherine Rollins             | Michelle Borth   | Papp Katalin (1. évad)     | McGarret barátnője, szintén haditengerész. Steve sokszor kéri szívességekre. | 3–4 (1., 6. évadban mellékszereplő, 2., 5., 7–10. évadban epizódszereplő |
| Catherine Rollins             | Michelle Borth   | Kelemen Kata (2-10. évad)  | McGarret barátnője, szintén haditengerész. Steve sokszor kéri szívességekre. | 3–4 (1., 6. évadban mellékszereplő, 2., 5., 7–10. évadban epizódszereplő |
| Louis "Lou" Purnell Grover    | Chi McBride      | Faragó András              | | 4–10                                                                     |
| Jerry Ortega                  | Jorge Garcia     | Fesztbaum Béla             | | 5–10 (4. évadban mellékszereplő)                                         |
| Tani Rey                      | Meaghan Rath     | Illésy Éva                 | | 8–10                                                                     |
| Kamekona Tupuola              | Taylor Willy     | Bácskai János              | Korábbi bűnöző, a Five-O informátora, a Waiola Shave Ice tulajdonosa | 8–10 (1–7. évadban mellékszereplő)                                       |
| Duke Lukela                   | Dennis Chun      | Fekete Zoltán (2. évad)    | | 8–10 (1. évadban epizódszereplő, 2–7. évadban mellékszereplő)            |
| Duke Lukela                   | Dennis Chun      | Bodrogi Attila (3-4. évad) | | 8–10 (1. évadban epizódszereplő, 2–7. évadban mellékszereplő)            |
| Duke Lukela                   | Dennis Chun      | Katona Zoltán (5-10. évad) | | 8–10 (1. évadban epizódszereplő, 2–7. évadban mellékszereplő)            |
| Dr. Noelani Cunha             | Kimee Balmilero  | Berkes Boglárka            | halottkém. | 8–10 (7. évadban mellékszereplő)                                         |
| Dr. Noelani Cunha             | Kimee Balmilero  | Györfi Laura               | halottkém. | 8–10 (7. évadban mellékszereplő)                                         |
| Junior Reigns                 | Beulah Koale     | Czető Roland               | | 8–10                                                                     |
| Adam Noshimuri                | Ian Anthony Dale | Szatmári Attila            | | 8–10 (2–7. évadban mellékszereplő)                                       |
| Quinn Liu                     | Katrina Law      | Kisfalvi Krisztina         | | 10                                                                       |

## Gyakori mellékszereplők
| Szereplő              | Színész               | Magyar hang                  | Leírás | Évad        |
| --------------------- | --------------------- | ---------------------------- | --- | ----------- |
| Victor Hesse          | James Marsters        | Kisfalusi Lehel              | bűnöző, McGarrett apjának gyilkosa | 1–2, 5, 10  |
| Pat Jameson kormányzó | Jean Smart            | Kovács Nóra                  | az első évad évadzáró epizódjában meghal, Wo Fat meggyilkolja | 1           |
| Grace Williams        | Teilor Grubbs         | Győriványi Laura             | Danny lánya. | 1–7, 9      |
| Mary McGarrett        | Tarryn Manning        | Solecki Janka (1. évad)      | Steve húga, John McGarrett és Doris McGarrett lánya | 1-10        |
| Mary McGarrett        | Tarryn Manning        | Zsigmond Tamara              | Steve húga, John McGarrett és Doris McGarrett lánya | 1-10        |
| Flippa Tupuola        | Shawn Mokuahi Garnett |                              | Kamekona unokatestvére | 4–10        |
| Sang Min              | Will Yun Lee          |                              | bűnöző, embercsempész, néha informátor | 1–          |
| Rachel Edwards        | Claire van der Boom   | Roatis Andrea                | Danny (volt) felesége, akivel egyre közelebb kerülnek egymáshoz. Az évadzáró epizódban bevallja, hogy babát vár Dannytől. Grace-szel elutaznak Hawaii-ról, abban a tudatban, hogy Danny is utánuk megy majd. | 1–2, 5, 7–9 |
| Wo Fat                | Mark Dacascos         | Hujber Ferenc (1–4. évad)    | bűnöző, ő áll McGarrett szüleinek, Kaye vőlegényének és Kaye-nek halála mögött | 1–5, 9–10   |
| Wo Fat                | Mark Dacascos         | Seder Gábor (5. évad)        | bűnöző, ő áll McGarrett szüleinek, Kaye vőlegényének és Kaye-nek halála mögött | 1–5, 9–10   |
| Laura Hills           | Kelly Hu              | Orosz Anna                   | Jameson kormányzó közbiztonsági összekötője. Egy, az autójába rejtett bomba miatt életét veszti. | 1           |
| Jenna Kaye            | Larisa Oleynik        | Peller Anna                  | a CIA volt elemzője, Wo Fat felkutatásában segíti a csapatot. A második évadban Wo Fat lelövi. | 1–2, 5      |
| Malia Waincroft       | Reiko Aylesworth      | Oláh Orsolya                 | Chin Ho Kelly felesége | 1–4         |
| Charlie Fong          | Brian Yang            |                              | törvényszéki szakértő | 1–5         |
| John McGarrett        | William Sadler        | Szokolay Ottó (1–5. évad)    | Steve és Mary apja, Doris férje, Honoluli rendőrfőnök. | 1–5, 8–10   |
| John McGarrett        | William Sadler        | Kajtár Róbert (hangfelvétel) | Steve és Mary apja, Doris férje, Honoluli rendőrfőnök. | 1–5, 8–10   |
| Sam Denning kormányzó | Richard T. Jones      | Zöld Csaba                   | Jameson kormányzó utódja | 2–4         |
| Joe White parancsnok  | Terry O’Quinn         | Rosta Sándor                 | McGarrett kiképzője | 2–5, 7–8    |
| Vincent Fryer         | Tom Sizemore          | Csuja Imre                   | | 2           |
| Frank Delano          | William Baldwin       | Kárpáti Levente              | | 2–3         |
| Wade Gutches          | David Keith           | Rosta Sándor                 | | 2–3, 9      |
| Doris McGarrett       | Christine Lahti       | Andresz Kati                 | Steve halottnak hitt anyja, ex CIA-s. | 3, 7, 10    |
| Eric Russo            | Andrew Lawrence       | Dányi Krisztián              | | 3, 6–9      |
| Paul Delano           | Daniel Baldwin        | Forgács Gábor                | | 3, 5        |
| Clara Williams        | Melanie Griffith      | Orosz Helga                  | | 4, 6        |
| Ellie Clayton         | Mirrah Foulkes        | Németh Borbála               | | 5           |
| Odell Martin          | Michael Imperioli     | Vári Attila                  | | 5–6, 8      |
| Abby Dunn             | Julie Benz            | Orosz Anna                   | | 6–7         |

## Fogadtatás
A premiert 13,83 millióan nézték az Egyesült Államokban és 3,8-es értékelést kapott a 18-49 év közötti felnőtt nézőktől. A sorozat kritikái jellemzően pozitívak, a Metacritic oldalán 100-ből 65 pontot kapott.
A Hawaii Five-0 megnyerte a 37. People's Choice Awards "Legjobb új TV dráma" díját 2011. március 5-én.
A 2011-ben Scott Caant a legjobb férfi mellékszereplő kategóriában Golden Globe-díjra jelölték.